# Phonognathidae

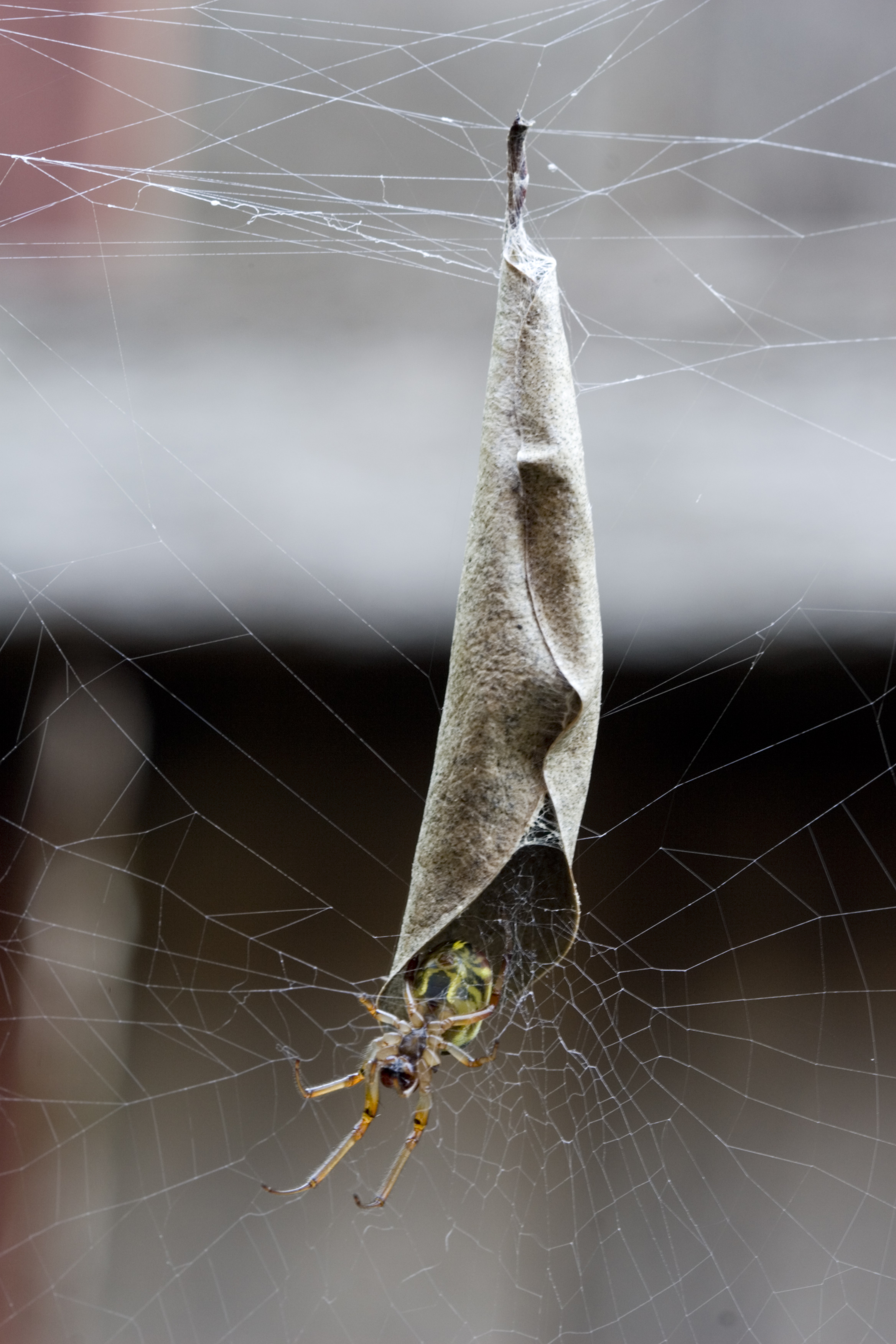
Phonognatha graeffei w sieci

Phonognathidae – rodzina pająków z infrarzędu Araneomorphae i nadrodziny Araneoidea; często też klasyfikowana jako podrodzina Phonognathinae w obrębie krzyżakowatych. Obejmuje 28 opisanych gatunków, sklasyfikowanych w pięciu rodzajach.

## Morfologia i zachowanie
Phonognathidae charakteryzują się gładkim, nierowkowanym kłykciem szczękoczułków. Nogogłaszczki samców odznaczają się wydłużonymi udami oraz zaopatrzonymi w zgrupowane odsiebnie szczecinki goleniami.
Pająki te konstruują dwuwymiarowe, koliste sieci łowne z pępkiem zmodyfikowanym do celów ochronnych. U rodzaju Leviellus w pępku znajduje się kryjówka w postaci oprzędu, u pozostałych zaś gatunków służy za nią zwinięty liść.

## Rozprzestrzenienie
Przedstawiciele rodziny występują współcześnie w prawie wszystkich krainach zoogeograficznych. Rodzaje Artiphex, Deliochus i Phonognatha ograniczone są do krainy australijskiej, a rodzaj Leviellus do krainy palearktycznej. Zygiella pierwotnie była rodzajem holarktycznym, jednak zawleczona została do krain neotropikalnej, etiopskiej i orientalnej. W Polsce rodzinę tę reprezentuje pięć gatunków.

## Taksonomia
Takson rangi ponadrodzajowej od rodzaju Phonognatha utworzył w 1894 roku Eugène Simon pod nazwą Phonognatheae. W 1929 roku Simon utworzył w obrębie rodziny Agriopidae takson Zygielleae. W 2004 roku Jörg Wunderlich wyniósł ów takson do rangi rodziny Zygiellidae, zaliczając doń rodzaje Zygiella, Leviellus i Chrysometa – monofiletyzm takiego taksonu nie został jednak potwierdzony w żadnej analizie filogenetycznej, a Chrysometa powszechnie klasyfikowana jest wśród kwadratnikowatych. W 2013 roku Matjaž Kuntner i współpracownicy wprowadzili rodzinę Zygiellidae jako obejmującą rodzaje Zygiella, Phonognatha i Deliochus. Matjaž Gregorič i inni w 2015 roku oraz Robert J. Kallal i Gustavo Hormiga w 2018 roku potraktowali ją jako podrodzinę Zygiellinae w obrębie krzyżakowatych. W 2019 roku Kuntner i współpracownicy wynieśli omawiany takson do rangi rodziny oraz skorygowali jego nazwę na Phonognathidae, ze względu na zasadę pierwszeństwa. W 2020 roku Kallal i współpracownicy obniżyli rangę taksonu z powrotem do podrodziny Phonognathinae w obrębie krzyżakowatych, rozlegle krytykując argumentację Kuntnera i innych oraz wskazując na korzyści wynikające z zachowania definicji krzyżakowatych wprowadzonej w 2017 roku przez Dimitara Dimitrowa i innych. W publikacji Nikolaja Scharffa i innych z 2020 roku krzyżakowate użyte są w sensie Dimitrowa, a omawiany takson figuruje ponownie jako podrodzina. W 2023 roku Kunter i inni powtórnie wynieśli ów takson do rangi rodziny Phonognathidae, przedstawiając kontrargunetację do pracy Kallala i innych z 2020 roku, podając diagnozę rodziny oraz proponując kladu odpowiadającego krzyżakowatym w sensie Dimitrowa nazwę Orbipurae. Klasyfikacja Phonognathidae jako odrębnej rodziny przyjęta została w 2023 roku przez World Spider Catalog.
Do rodziny tej zalicza się 28 opisanych gatunków, sklasyfikowanych w pięciu rodzajach:
- Artiphex Kallal & Hormiga, 2022
- Deliochus Simon, 1894
- Leviellus Wunderlich, 2004
- Phonognatha Simon, 1894
- Zygiella F.O. Pickard-Cambridge, 1902